# Guillermo García López
Guillermo García López (* 4. Juni 1983 in La Roda) ist ein ehemaliger, spanischer Tennisspieler.

## Karriere
García López begann im Alter von 7 Jahren mit dem Tennisspielen und wurde 2002 Profi. Sein Lieblingsbelag ist Sand, für seinen besten Schlag hält er die Rückhand die Linie entlang (longline).
Nachdem er 2002 Profi wurde, war er bis Anfang 2005 nicht bis in die Top 100 der Tennisweltrangliste vorgedrungen. Der Spanier stand Anfang der Saison 2005 in Chennai überraschend im Halbfinale, wo er sich dem späteren Sieger Carlos Moyá mit 4:6, 6:2, 6:7 knapp geschlagen geben musste. Zwei Wochen später schlug er den an Position 5 gesetzten Moyá in der ersten Runde der Australian Open, was er als seinen Durchbruch bezeichnete, obwohl er in der zweiten Runde ausschied. Auch im Halbfinale von Estoril verlor er erst gegen den späteren Turniersieger Gastón Gaudio mit 4:6, 6:2, 2:6. García López erreichte das Viertelfinale in St. Pölten. 2006 kam er in Delray Beach, Valencia, Bukarest und in Estoril ins Viertelfinale, wo er gegen Moyá mit 6:7, 4:6 verlor. Er beendete das Jahr auf Platz 69 der Weltrangliste.
2007 stand der Spanier in Delray Beach erneut im Viertelfinale, war dort gegen Nicolás Massú allerdings chancenlos. In Indian Wells kam García López bis in die dritte Runde und in Monte Carlo stand er als Lucky Loser ebenfalls in Runde drei, wo er gegen Philipp Kohlschreiber drei Matchbälle nicht nutzen konnte. In Estoril erreichte er das Viertelfinale und verlor gegen den Top-Ten-Spieler Novak Đoković knapp mit 4:6, 6:1, 5:7. Bei den French Open besiegte er den an zehn gesetzten Tomáš Berdych und beim Rasenturnier in Nottingham kam er überraschend bis ins Viertelfinale. Im Doppel zog der Spanier am Stuttgarter Weißenhof ins Finale ein, wo er mit Fernando Verdasco in zwei Sätzen unterlag.
Bei seinem ersten Turnier der Saison 2008 in Chennai erreichte García López das Viertelfinale, wo er seinem topgesetzten Landsmann Rafael Nadal unterlegen war. Bei den Australian Open besiegte er in Runde eins überraschend den an 18 gesetzten Juan Ignacio Chela in vier Sätzen und zog in die dritte Runde ein. Beim Turnier in San José erreichte der Spanier Ende Februar nach einem 7:6, 6:7, 7:6 über den Aufschlagriesen John Isner unerwartet das Halbfinale. Gegen den topgesetzten Andy Roddick schied er mit 6:7, 1:6 aus. In der Weltrangliste verbesserte er sich auf Platz 60. Nach einer enttäuschenden Sandplatzsaison sorgte García López in Wimbledon für Aufsehen. Er warf den an 19 gesetzten Nicolás Almagro aus dem Turnier und schied gegen den späteren Halbfinalisten Rainer Schüttler in Runde drei aus. Zurück auf Sand erreichte er Anfang Juli das Halbfinale in Gstaad nach einem Sieg über den an drei gesetzten Michail Juschny. Dort unterlag er mit 6:7, 7:5, 6:7 dem Russen Igor Andrejew, wobei sich das Match aufgrund von Regenunterbrechungen über zwei Tage hinzog. Das Jahr beendete er auf Rang 62, so hoch wie bis dato keines.
2009 erreichte García López das Viertelfinale in Johannesburg, Delray Beach und Houston. Kurz vor den French Open gewann er überraschend beim Turnier in Kitzbühel seinen ersten ATP-Titel und schaffte erstmals den Sprung in die Top 50 der Weltrangliste. In Paris scheiterte er in Runde eins an Andreas Seppi. Etwas überraschend erreichte der Sandplatzspezialist das Halbfinale beim Rasenturnier in Eastbourne. In Wimbledon war der Weltranglistenerste Roger Federer in Runde zwei Endstation, ehe er sich wieder Sandplätzen widmete. Er erreichte die dritte Runde in Hamburg ebenso wie beim Hartplatzturnier in Cincinnati nach Siegen über Michail Juschny und Top-Ten-Spieler Fernando Verdasco. Ende des Jahres erreichte er die Viertelfinals in Stockholm und Valencia und beendete die Saison in den Top 50.
Zum Saisonbeginn 2010 gewann Guillermo García López mit seinem Landsmann Albert Montañés seinen ersten Doppeltitel in Doha. Im Einzel erreichte er nach fünf Erstrundenniederlagen in Folge in Indian Wells nach einem Sieg über Top-10-Spieler Marin Čilić das Achtelfinale. Auch bei den Masters-Turnieren von Rom und Madrid kam er jeweils ins Achtelfinale. Im Juni 2010 stand García López in Eastbourne zum zweiten Mal in einem ATP-Finale, in welchem er dem Franzosen Michaël Llodra in zwei Sätzen unterlag. Daraufhin erlangte er mit Rang 38 seine bislang beste Weltranglistenplatzierung. In den folgenden drei Monaten konnte er nur zwei ATP-Matches gewinnen, dann gelang ihm jedoch im Oktober 2010 bei den Thailand Open in Bangkok die Sensation: Nach Siegen über die gesetzten Michael Berrer und Ernests Gulbis traf der Spanier im Halbfinale auf den Weltranglistenersten Rafael Nadal, den er in drei Sätzen besiegte. Im Finale besiegte er dann Jarkko Nieminen und sicherte sich seinen zweiten ATP-Einzeltitel. Seine starke Form in Asien hielt noch an, beim Masters in Shanghai konnte die an 10 bzw. 7 gesetzten Topspieler Andy Roddick und Tomáš Berdych besiegen und das Viertelfinale erreichen. Nach diesen Erfolgen drang er zum ersten Mal in die Top 30 ein, nach zwei Auftaktniederlagen in Wien und Valencia verlor er allerdings wieder Punkte und beendete die Saison auf Position 33.
In der Saison 2011 konnte er nicht mehr an die starke Form des Herbsts anknüpfen, bei den Australian Open erreichte er die dritte Runde und scheiterte dort am späteren Finalisten Andy Murray. Nach einem Halbfinaleinzug in Zagreb stieg er wieder im Ranking und erreichte am 21. Februar Karrierehoch mit Position 23. Daraufhin stellten sich vorerst keine weiteren Erfolge ein, es folgte eine Reihe von Erst- und Zweitrundenniederlagen, bloß in Madrid konnte García López mit einem Achtelfinaleinzug und in Roland Garros mit dem Erreichen der dritten Runde kleine Erfolge feiern. Er fiel dennoch wieder aus der Top 50 der Welt heraus.
Im Januar 2012 spielte er sich in Auckland bis ins Viertelfinale, wo er seinem Landsmann Fernando Verdasco unterlag. Seine Viertelfinalpartie in Casablanca verlor er gegen Igor Andrejew. In Stuttgart stand er im Halbfinale dem Argentinier Juan Mónaco gegenüber und verlor dieses Match. Bei seiner letzten Viertelfinalteilnahme in dieser Saison in St. Petersburg musste er sich Michail Juschny geschlagen geben.
Die Saison 2013 begann mit vielen Erstrundenniederlagen. Beim Davis Cup gab er sein Debüt für die spanische Davis-Cup-Mannschaft. Bei seinem einzigen Einsatz für die Mannschaft verlor er sein Einzelmatch gegen den Kanadier Milos Raonic glatt in drei Sätzen. Sein erstes Match in diesem Jahr gewann er in Casablanca, wo er im Viertelfinale dem an Position 1 gesetzten Stan Wawrinka unterlag. In der Woche darauf trat er beim Challenger in Rom an und kam bis ins Finale, in dem der Deutsche Julian Reister gegen ihn gewann. Eine Woche später besiegte ihn Lukáš Rosol im Finale von Bukarest. Es folgten Halbfinalteilnahmen beim Challenger in Bordeaux, in ’s-Hertogenbosch und beim Istanbul Challenger. Im September erreichte er das Finale in St. Petersburg, nachdem er unter anderem Michail Juschny besiegt hatte; das Finale verlor er gegen den Letten Ernests Gulbis.
Nach Viertelfinalteilnahmen in Auckland und Viña del Mar gelang ihm 2014 in Casablanca mit einem Sieg über Marcel Granollers sein dritter Turniersieg im Einzel, womit er wieder unter die Top 50 der Welt kam. Bereits einen Monat zuvor holte er sich mit Philipp Oswald den zweiten Doppeltitel seiner Karriere in São Paulo. In diesem Jahr erreichte er zudem die Viertelfinale von Monte-Carlo, Stuttgart und Winston-Salem sowie das Achtelfinale der French Open.
Bei den Australian Open 2015 schied García López im Achtelfinale in vier Sätzen gegen Wawrinka aus. In der darauf folgenden Woche holte er sich gegen Andreas Seppi den Titel bei der Einzelkonkurrenz in Zagreb. Im April gewann er in Bukarest seinen letzten Einzeltitel auf der ATP Tour; im Finale bezwang er Jiří Veselý in zwei Sätzen, die jeweils im Tie-Break ausgespielt wurden. Eine Woche später verlor er das Halbfinale von Estoril gegen den späteren Turniersieger Richard Gasquet. Im September spielte er seine letzte Finalpartie im Einzel, als er in Shenzhen dem Tschechen Tomáš Berdych unterlag. Höher als Rang 27 am Jahresende beendete er nie wieder ein Kalenderjahr.
In der ersten Jahreshälfte 2016 kam er jeweils in die Viertelfinalrunden der Turniere in Chennai, Sofia, Marrakesch, Estoril und Genf. Im April spielte er sich zudem ins Halbfinale von Bukarest, wo er eine Niederlage gegen den Turniersieger Fernando Verdasco einstecken musste. In der zweiten Jahreshälfte erreichte er lediglich in einer Einzelkonkurrenz das Viertelfinale; in Hamburg verlor er sein Match gegen den Franzosen Stéphane Robert. Die anderen Turnierteilnahmen endete in der ersten oder zweiten Runde. Im Doppel konnte er jedoch Erfolge verbuchen. In Winston-Salem gewann er mit Henri Kontinen den Doppeltitel mit einem knappen Sieg über Andre Begemann und Leander Paes. Im nächsten Turnier, den US Open, erreichte er mit seinem Doppelpartner Pablo Carreño Busta zu ersten und einzigen Mal das Finale eines Grand-Slam-Turniers, welches sie in zwei Sätzen gegen Jamie Murray und Bruno Soares verloren.
Mit Carreño Busta kam García López bei den Australian Open 2017 bis ins Halbfinale der Doppelkonkurrenz; sie kassierten hier eine Niederlage gegen Bob Bryan und Mike Bryan. Nachdem er im Einzel bis Mai ausschließlich Erstrundenniederlagen hinnehmen musste und aus den Top 100 der Weltrangliste herausfallen war, spielte er vermehrt auf der Challenger Tour. In Scheveningen holte er sich den Titel mit einem Sieg über Ruben Bemelmans. Darauf folgten zwei Finalteilnahmen bei den italienischen Challenger-Turnieren in Manerbio und Genua, bevor er sich im Oktober den Titel beim Challenger in Taschkent sicherte.
Im Jahr 2018 erreichte er vier Viertelfinalrunden auf der ATP Tour, in Buenos Aires, São Paulo, Lyon und Antalya. Außerdem konnte er das Halbfinale des Challengers in Prostějov erreichen, wo er gegen Laslo Đere verlor. In der zweiten Jahreshälfte folgten ausschließlich Erst- und Zweitrundenniederlagen, sowohl auf der ATP Tour als auch auf der Challenger Tour. 2019 erreichte er auf der ATP Tour nur ein Viertelfinale in New York, auf der Challenger Tour kam er das einzige Mal in Perugia ins Finale, welcher er gegen Federico Delbonis verlor. Im Jahr 2020 qualifizierte García López sich für keine Hauptrunde auf der ATP Tour und spielte auch aufgrund der Turnierpause wegen der COVID-19-Pandemie nur wenige Challenger-Turniere mit mäßigen Erfolgen.
García López spielte 2021 vereinzelt bei Challenger-Turnieren, schied aber jeweils in der ersten Runde aus. Er trat nach der Saison vom Profitennis zurück.

## Erfolge
| Legende (Anzahl der Siege)                       |
| Grand Slam                                       |
| ATP World Tour Finals                            |
| ATP World Tour Masters 1000                      |
| ATP International Series Gold ATP World Tour 500 |
| ATP International Series ATP World Tour 250 (8)  |
| ATP Challenger Tour (6)                          |

| ATP-Titel nach Belag |
| Hartplatz (4)        |
| Sand (4)             |
| Rasen (0)            |

### Einzel

#### Turniersiege

##### ATP World Tour
| Nr. | Datum           | Turnier    | Belag         | Finalgegner       | Ergebnis       |
| --- | --------------- | ---------- | ------------- | ----------------- | -------------- |
| 1.  | 23. Mai 2009    | Kitzbühel  | Sand          | Julien Benneteau  | 3:6, 7:61, 6:3 |
| 2.  | 3. Oktober 2010 | Bangkok    | Hartplatz (i) | Jarkko Nieminen   | 6:4, 3:6, 6:4  |
| 3.  | 13. April 2014  | Casablanca | Sand          | Marcel Granollers | 5:7, 6:4, 6:3  |
| 4.  | 8. Februar 2015 | Zagreb     | Hartplatz (i) | Andreas Seppi     | 7:64, 6:3      |
| 5.  | 26. April 2015  | Bukarest   | Sand          | Jiří Veselý       | 7:65, 7:611    |

##### ATP Challenger Tour
| Nr. | Datum             | Turnier          | Belag     | Finalgegner     | Ergebnis       |
| --- | ----------------- | ---------------- | --------- | --------------- | -------------- |
| 1.  | 16. Juli 2006     | Scheveningen (1) | Sand      | Albert Montañés | 0:6, 6:3, 6:4  |
| 2.  | 11. November 2007 | Tunis            | Sand      | Michael Lammer  | 6:4, 7:63      |
| 3.  | 23. Juli 2017     | Scheveningen (2) | Sand      | Ruben Bemelmans | 6:1, 6:73, 6:2 |
| 4.  | 14. Oktober 2017  | Taschkent        | Hartplatz | Kamil Majchrzak | 6:1, 7:61      |

#### Finalteilnahmen
| Nr. | Datum              | Turnier        | Belag         | Finalgegner    | Ergebnis      |
| --- | ------------------ | -------------- | ------------- | -------------- | ------------- |
| 1.  | 19. Juni 2010      | Eastbourne     | Rasen         | Michaël Llodra | 5:7, 2:6      |
| 2.  | 28. April 2013     | Bukarest       | Sand          | Lukáš Rosol    | 3:6, 2:6      |
| 3.  | 22. September 2013 | St. Petersburg | Hartplatz (i) | Ernests Gulbis | 6:3, 4:6, 0:6 |
| 4.  | 5. Oktober 2015    | Shenzhen       | Hartplatz     | Tomáš Berdych  | 3:6, 6:77     |

### Doppel

#### Turniersiege

##### ATP World Tour
| Nr. | Datum           | Turnier       | Belag     | Partner         | Finalgegner                       | Ergebnis          |
| --- | --------------- | ------------- | --------- | --------------- | --------------------------------- | ----------------- |
| 1.  | 9. Januar 2010  | Doha          | Hartplatz | Albert Montañés | František Čermák Michal Mertiňák  | 6:4, 7:5          |
| 2.  | 3. März 2014    | São Paulo     | Sand (i)  | Philipp Oswald  | Juan Sebastián Cabal Robert Farah | 5:7, 6:4, [15:13] |
| 3.  | 27. August 2016 | Winston-Salem | Hartplatz | Henri Kontinen  | Andre Begemann Leander Paes       | 4:6, 7:66, [10:8] |

##### ATP Challenger Tour
| Nr. | Datum         | Turnier      | Belag | Partner          | Finalgegner                         | Ergebnis         |
| --- | ------------- | ------------ | ----- | ---------------- | ----------------------------------- | ---------------- |
| 1.  | 16. Juli 2006 | Scheveningen | Sand  | Salvador Navarro | Marc Gicquel Édouard Roger-Vasselin | 6:4, 0:6, [11:9] |
| 2.  | 10. Mai 2008  | Rabat        | Sand  | Mariano Hood     | Marc Fornell Mestres Caio Zampieri  | 6:3, 6:2         |

#### Finalteilnahmen
| Nr. | Datum              | Turnier       | Belag         | Partner             | Finalgegner                   | Ergebnis        |
| --- | ------------------ | ------------- | ------------- | ------------------- | ----------------------------- | --------------- |
| 1.  | 30. Juli 2006      | Umag          | Sand          | Albert Portas       | Jaroslav Levinský David Škoch | 4:6, 4:6        |
| 2.  | 22. Juli 2007      | Stuttgart (1) | Sand          | Fernando Verdasco   | František Čermák Leoš Friedl  | 4:6, 4:6        |
| 3.  | 4. Oktober 2009    | Bangkok       | Hartplatz (i) | Mischa Zverev       | Eric Butorac Rajeev Ram       | 6:74, 3:6       |
| 4.  | 28. Juli 2013      | Gstaad        | Sand          | Pablo Andújar       | John Peers Jamie Murray       | 3:6, 4:6        |
| 5.  | 13. Juli 2014      | Stuttgart (2) | Sand          | Philipp Oswald      | Artem Sitak Mateusz Kowalczyk | 6:2, 1:6 [7:10] |
| 6.  | 10. September 2016 | US Open       | Hartplatz     | Pablo Carreño Busta | Jamie Murray Bruno Soares     | 2:6, 3:6        |